# Euphyia claripennis
Euphyia claripennis là một loài bướm đêm trong họ Geometridae.